# Bremer Kogge
Als Bremer Kogge bezeichnet man das auf das Jahr 1380 datierte Wrack einer Kogge, das 1962 vor Bremen gefunden wurde. Es ist heute im Deutschen Schifffahrtsmuseum in Bremerhaven ausgestellt, und von ihm existieren drei annähernd identische Nachbauten.

## Die Originalkogge

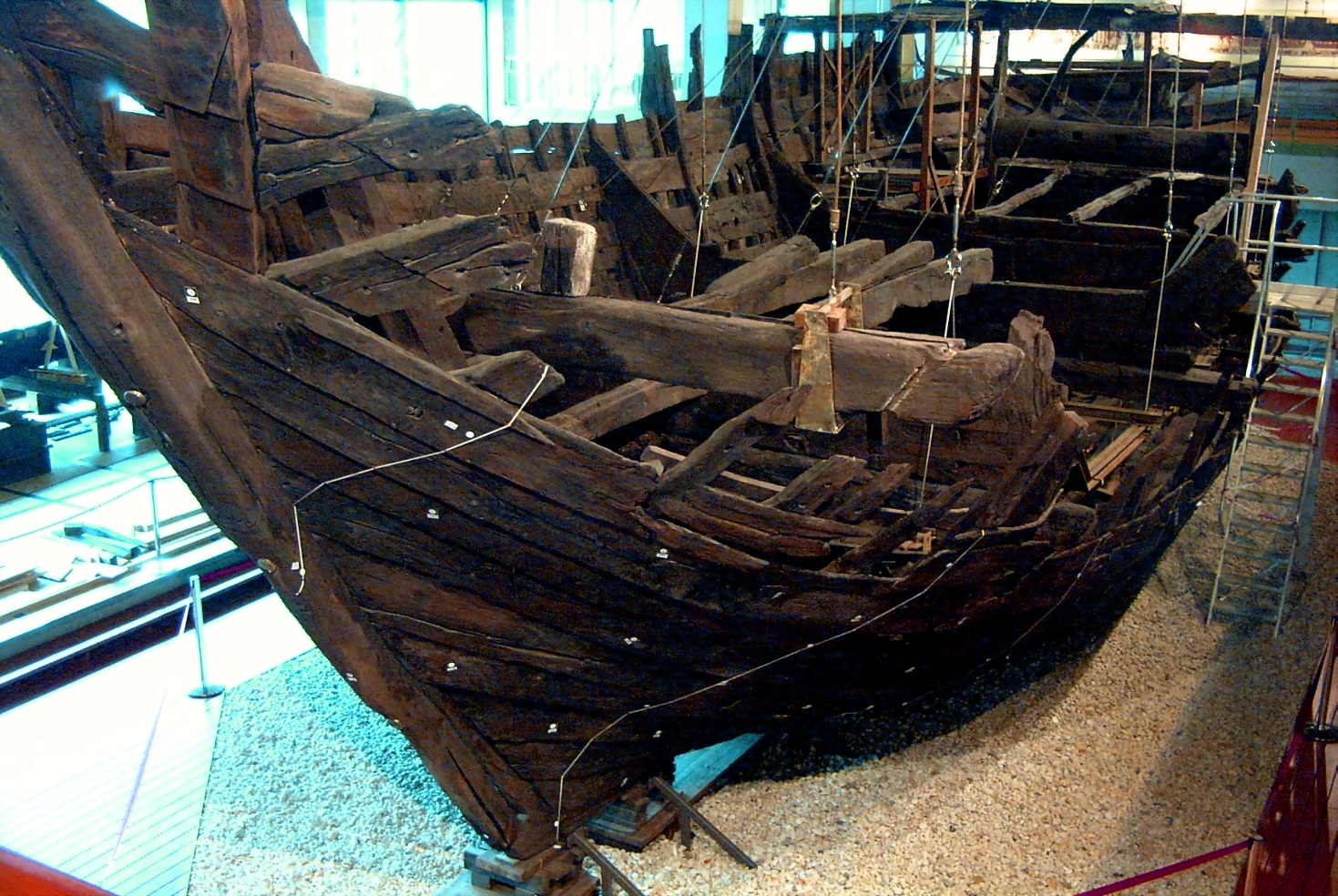
Die Überreste der Bremer Kogge im Deutschen Schifffahrtsmuseum

Am 8. Oktober 1962 stießen Bauarbeiter bei Hafenerweiterungsarbeiten in der Weser vor dem Bremer Ortsteil Rablinghausen auf ein im Schlick verborgenes Wrack. Ein herbeigerufener Archäologe stellte schnell fest, dass es sich um die Überreste einer Kogge handelte, die man später auf die Zeit um 1380 datierte. Diese Datierung basiert auf einer dendrochronologischen Analyse der Jahresringe der Eichenhölzer, aus denen die Kogge erbaut wurde. Es war bis zu jenem Zeitpunkt das einzige in diesem Maße erhaltene Wrack dieses Schiffstyps, den die Wissenschaftler zuvor lediglich aus Aufzeichnungen der Hanse und von Abbildungen zum Beispiel auf Siegeln kannten. Man vermutet aufgrund des unvollständigen Erscheinungsbildes des Schiffes, dass es durch ein Hochwasser von seiner Baustelle fortgetrieben worden war. So entstand der archäologische Sonderfall eines Schiffes, auf dem sich noch zahlreiche spezialisierte Schiffbaugerätschaften fanden (Ellmers).
Die größeren Teile wurden zunächst am Ort vermessen und nummeriert und nach der Bergung in großen Wassertanks in einem Hafenschuppen eingelagert, um Trocknen und Schrumpfen des Holzes zu verhindern. Im Sommer 1965 förderte eine weitere Suche mithilfe des Taucherglockenschiffes Carl Straat insgesamt über 2.000 Einzelteile des Schiffes zu Tage. Diese wurden ebenfalls in Wasser eingelagert, um einem weiteren Zerfall vorzubeugen. Man vermaß und katalogisierte sie. Anschließend wurden sie ab 1972 in der inzwischen fertiggestellten Koggenhalle des DSM in Bremerhaven unter ständiger Berieselung so gut wie möglich wieder zusammengesetzt. Es gelang, die Steuerbordseite nahezu vollständig und die Backbordseite zu etwa einem Drittel zu rekonstruieren. Das Gesamtwerk konservierte man in einem 800.000 Liter fassenden Tank, der ein Gemisch aus Wasser und Polyethylenglykol enthielt. Das wasserlösliche Polymer sollte das Wasser in den Poren der Kogge ersetzen und so dafür sorgen, dass sie nicht weiter schrumpft. Nach 18 Jahren war der Konservierungsprozess im Mai 2000 abgeschlossen. Seitdem ist die Kogge im Deutschen Schiffahrtsmuseum ausgestellt.
Im Jahr 2022 gefundene Artefakte lassen vermuten, dass die Kogge auf dem Bremer Teerhof gebaut wurde.

## Nachbauten

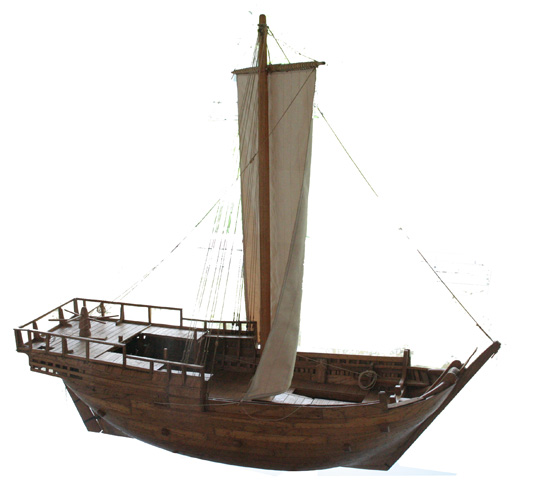
Modell der Bremer Kogge

### Ubena von Bremen

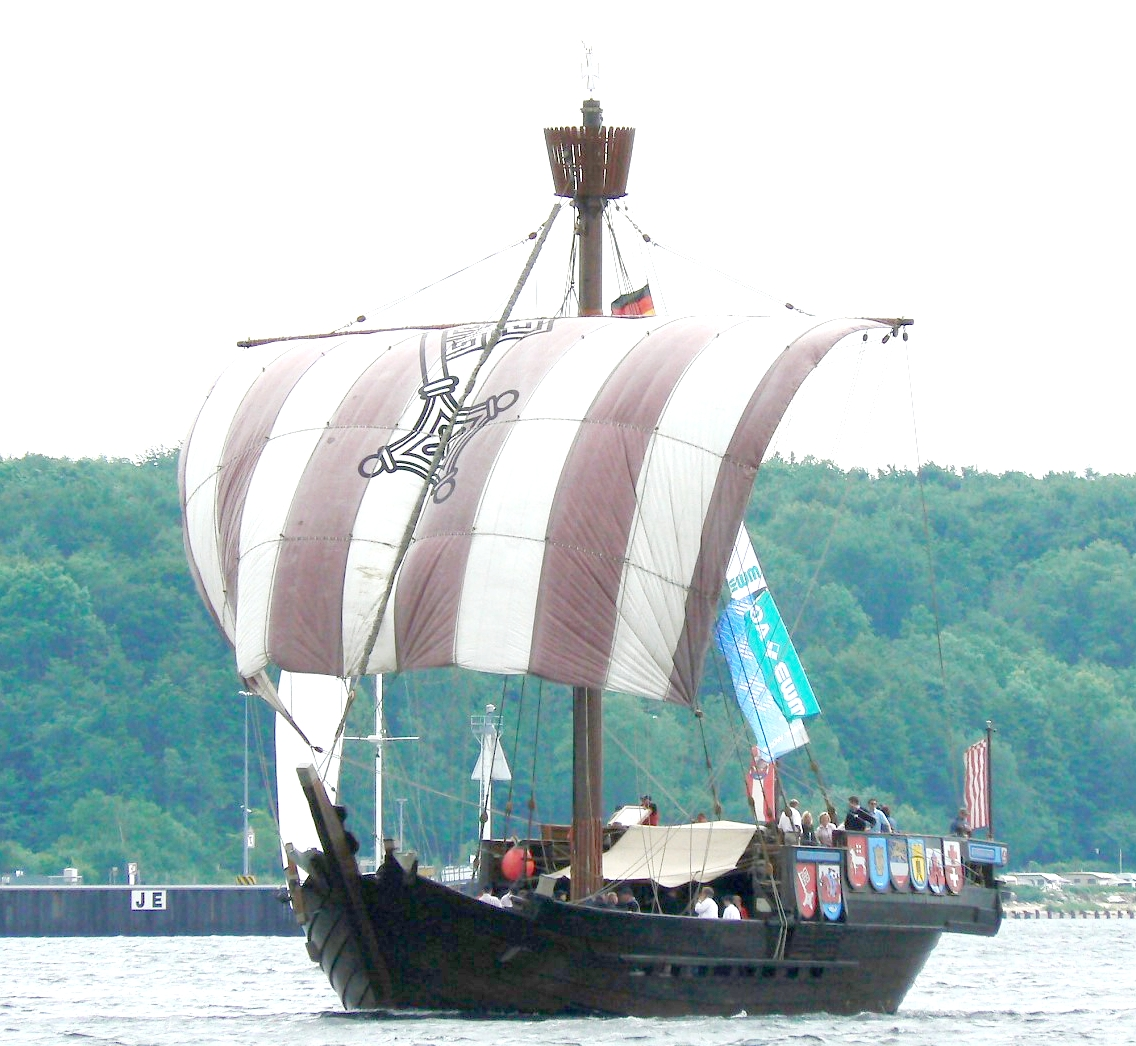
Die Ubena von Bremen

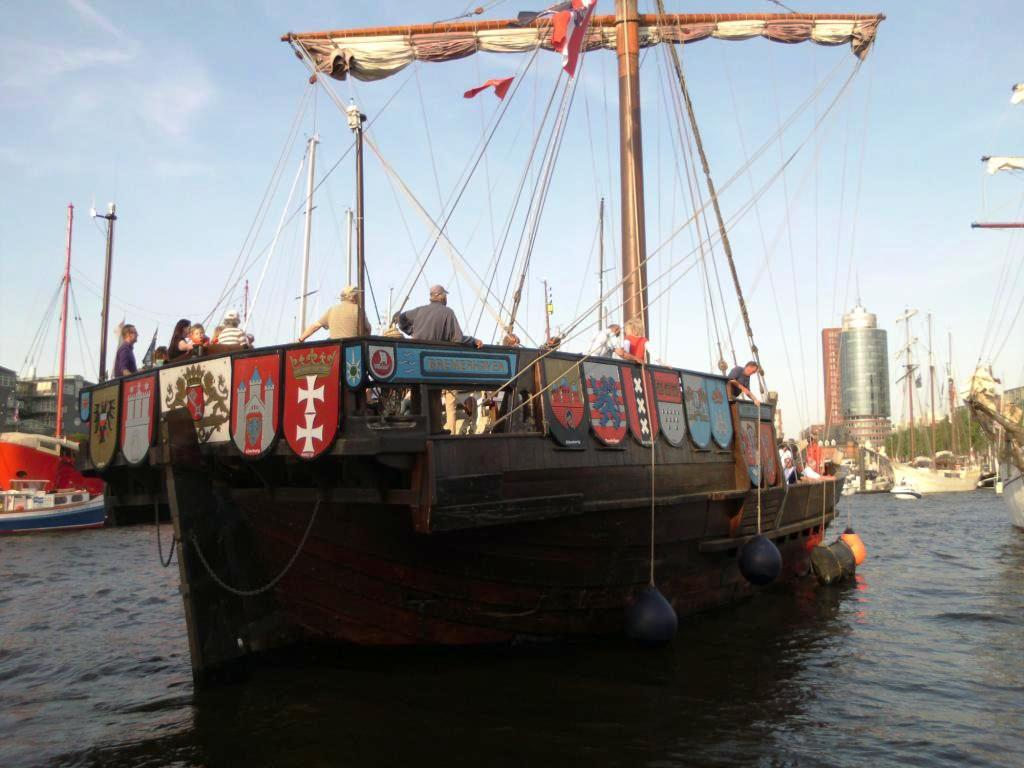
Ubena von Bremen 2011 beim Hamburger Hafenfest

1986 kam erstmals der Gedanke auf, einen Nachbau der Bremer Kogge zu konstruieren. Nach mehreren Gesprächen und Versammlungen gründete sich noch im gleichen Jahr der Verein Hanse-Koggewerft e. V. Im darauffolgenden Jahr begannen auf einem Schnürboden am Neuen Hafen in Bremerhaven die ersten Bauarbeiten. Man richtete sich unter der Aufsicht der Klassifikationsgesellschaft Germanischer Lloyd nach den Plänen des Deutschen Schiffahrtsmuseums und beabsichtigte, einen Nachbau im Maßstab 1:1 anzufertigen. Am 21. Juli 1988 erfolgte die Kiellegung, die unter großer Anteilnahme der Bevölkerung begangen wurde. Am 18. August 1990 feierte man den Stapellauf des auf den Namen Ubena von Bremen getauften Schiffes. Am 27. Juli 1991 startete die Kogge zu ihrer Jungfernfahrt, die sie von Lübeck nach Danzig führte. Da sie die vermutlich erste Kogge seit 600 Jahren war, die diese Route befuhr, wurde sie auf der gesamten Strecke von Radio- und Fernsehreportern begleitet, was zu überregionalem Interesse in der Bevölkerung führte. Heute hat die Ubena von Bremen ihren Liegeplatz im Bremerhavener Neuen Hafen.
Die Ubena von Bremen hat eine Länge über alles von 23,23 Metern und eine Breite von 7,62 Metern. Das Deck liegt in der Regel 3,14 Meter über der Wasserlinie. Das Stammsegel hat eine Fläche von bis zu 200 Quadratmetern, kann aber durch zwei Bonnets (Stoffstreifen zur Vergrößerung der Segelfläche) von je 50 Quadratmetern Größe noch erweitert werden. Der 23,80 Meter lange Mast hat einen maximalen Durchmesser von 0,65 Metern. Das Volumen des Laderaums der Kogge beträgt 160 Kubikmeter. Sie hat mit Ladung einen Tiefgang von 2,25 Metern. Ohne Ladung verringert sich dieser um einen Meter. Gleichzeitig können in mehreren Tanks 3.000 Liter Frischwasser, 3.000 Liter Dieselöl sowie 2.500 Liter Abwasser mitgeführt werden. Das Dieselöl treibt die Maschine – eine Deutz MWM 234 mit 272 kW (370 PS) – und ein Stromaggregat mit 20 kW an. Als Anker führt die Ubena von Bremen einen schlichten 300 Kilogramm schweren Stockanker mit. Auf dem Schiff gibt es 16 Kojen, aber für eine Fahrt bedarf es einer Mindestbesatzung von lediglich vier Personen. Der Koggennachbau fährt jährlich 4.000 bis 4.500 Seemeilen, von denen er normalerweise rund 1.200 unter Segeln zurücklegt.
Am 31. August 2023 lief die „Ubena von Bremen“ während einer Gästefahrt in der Außenweser bei Wremen auf einen Steindamm auf und erlitt einen Wassereinbruch. 35 Passagiere wurden von der Seenotrettung (DGzRS) und einem Boot der Wasserschutzpolizei sicher evakuiert. Der Wassereinbruch konnte zunächst mit Bordpumpen und zusätzlich eingesetzten Pumpen der Rettungskräfte kontrolliert werden. Die Kogge befreite sich abends aus eigener Kraft und kehrte unter Begleitung des Rettungskreuzers sowie eines Tonnenlegers nach Bremerhaven zurück. Die Bergung gestaltete sich kompliziert: Am 20. September 2023 konnte zunächst aufgrund starken Windes nur der Mast an Land gezogen werden; die eigentliche Hebung musste erneut verschoben werden. Schließlich wurde die Kogge am 22. September mit zwei Schwimmkränen und einem Autokran aus dem Wasser gehoben und auf dem Labradorpier abgesetzt, Bei der Untersuchung wurden Lecks sowohl auf der Back- als auch auf der Steuerbordseite sichtbar. Der Verein zeigte sich jedoch zuversichtlich, dass der Nachbau instandgesetzt werden kann.
Anfang Oktober 2023 begann Stahlbau Nord mit der Begutachtung des Schadens, um das geeignete Reparaturverfahren und die passende Werft zu bestimmen. Ende März 2025 erhielt Stahlbau Nord dann den Auftrag zur Reparatur: Kielerneuerung, Verstärkung der Klinkerbeplankung im Unterwasserschiff und Abdichtung mit Hanf und Teer wurden als geplante Maßnahmen benannt.

### Hansekogge

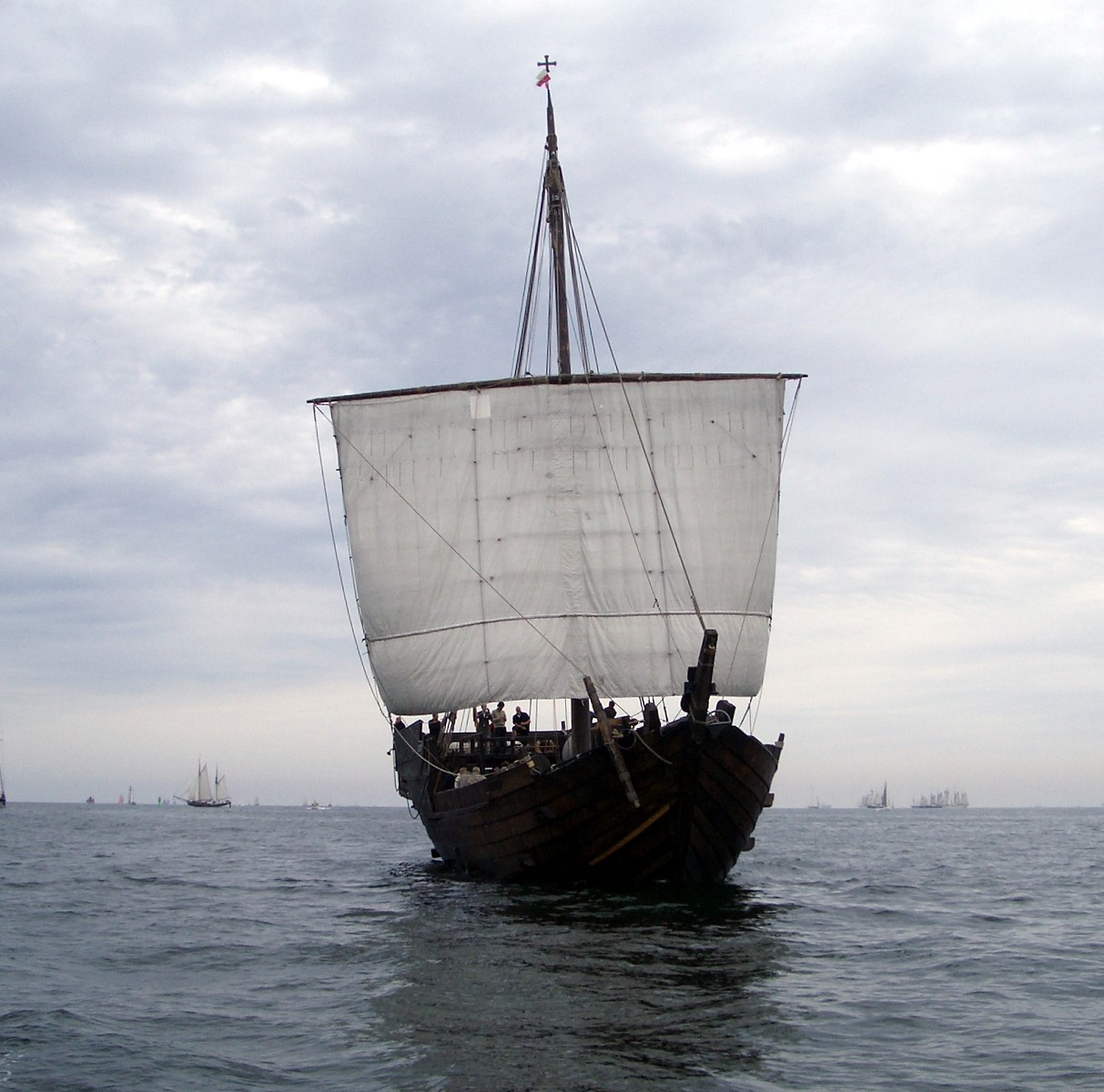
Die Hansekogge auf der Kieler Förde

Schon bald war die Entwicklung eines zweiten Nachbaus im Gespräch, der seinen Heimathafen an der Ostsee haben sollte. Die Konstruktion übernahm der Verein Jugend in Arbeit Kiel e. V., der von einem Bauleiter und zwei Vorarbeitern unterstützt wurde. Ende des Jahres 1987 konnte man das Ruder, die Malle aus Fichtenholz, den Gangspill sowie den 4,5 Meter langen und 60 Zentimeter starken Bratspill fertigstellen. Anfang 1988 begann schließlich der eigentliche Bau der Kogge in einer Halle der Yacht- und Bootswerft Rathje in Kiel-Friedrichsort. Die verwendeten Planken aus Eichenholz sind knapp 4,5 Zentimeter dick, 64 Zentimeter breit und bis zu neun Meter lang. Insgesamt wurden 56 Kubikmeter Eichenholz verbaut, für den 25 Meter hohen Schiffsmast und die Rah verwendete man dagegen Lärchenholz. Es wurden 11.000 handgeschmiedete V4a-Nägel und rund 1.600 Holzdübel benötigt. 1991 konnte die Bauphase abgeschlossen werden. Der Nachbau wurde auf den Namen Hansekogge getauft und erhielt seinen Ankerplatz in Kiel.
Die Kogge weist bei einer Kiellänge von 15,60 Metern eine Gesamtlänge von 23,27 Metern auf. Die Breite beträgt 7,62 Meter. Ihr Schiffsdeck liegt 3,14 Meter über dem Wasser. Im 150 Kubikmeter fassenden Laderaum befinden sich zwölf Kojen. Voll beladen hat das Museumsschiff bei einer Verdrängung von 84 Tonnen einen Tiefgang von 2,25 Metern. Es verfügt über ein Hauptsegel mit einer Fläche von 100 Quadratmetern sowie über drei Bonnets mit je 33 Quadratmetern. Auf den ersten Fahrten war die zehnköpfige Besatzung von der guten Manövrierfähigkeit der Hansekogge überrascht, die man zuvor schlechter eingeschätzt hatte. Ein Wendemanöver dauert knapp eine Minute. Der Nachbau kann mit halbem Wind segeln und erreicht dabei Geschwindigkeiten von bis zu neun Knoten. Als Alternative zu den Segeln, aber auch zu deren Unterstützung, besitzt das Schiff zwei Dieselmotoren der Firma Volvo Penta, die zwei Pumpjets von Schottel antreiben.
Von den zahlreichen Fahrten der Hansekogge sind zwei hervorzuheben: 1991 fuhr sie zu einem internationalen Kongress der Schiffsarchäologen im Wikingerschiffsmuseum Roskilde. Drei Jahre darauf unternahm sie eine Reise nach Danzig, wo ihr gestattet wurde, vor dem Krantor anzulegen.

### Roland von Bremen

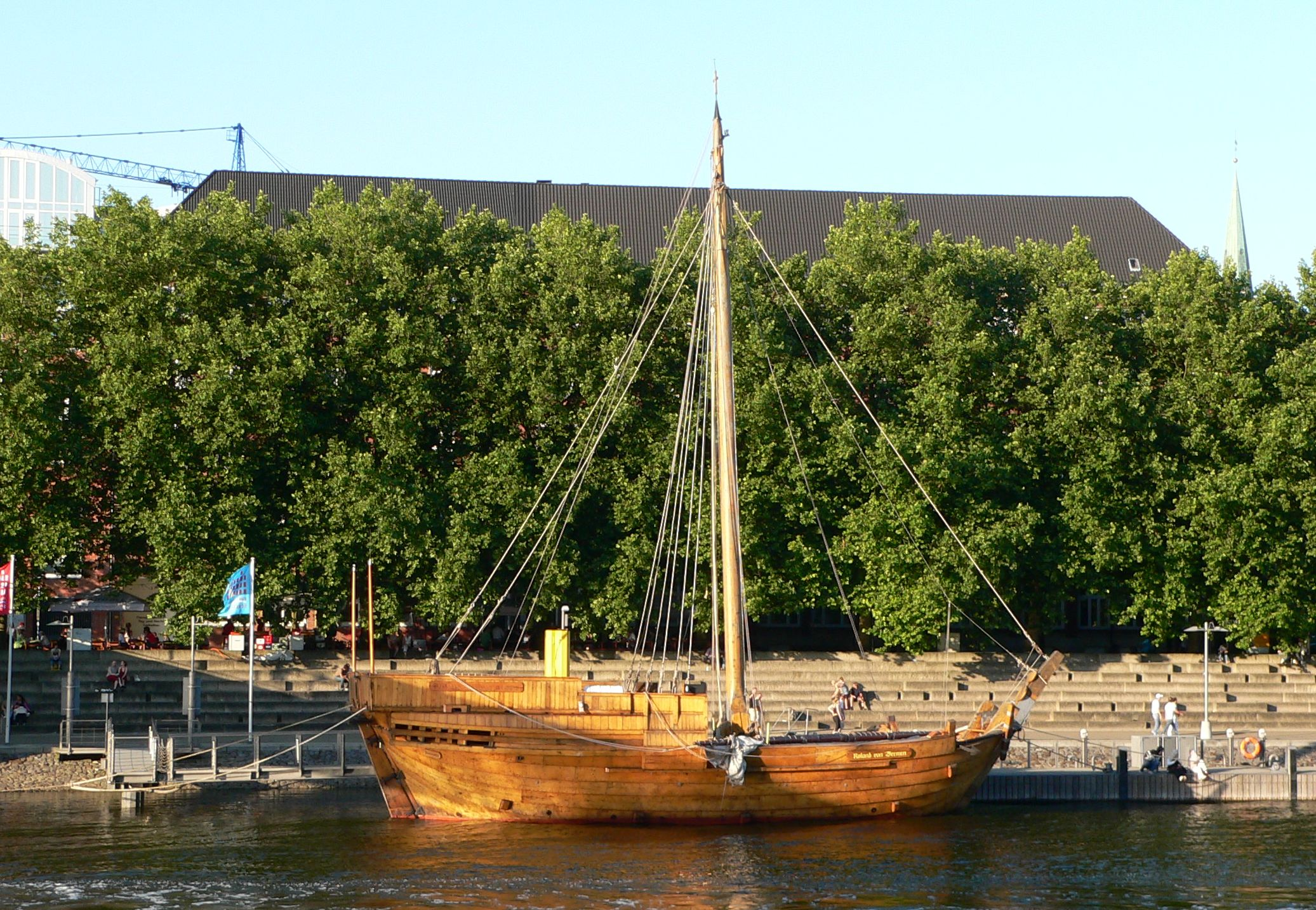
Die Roland von Bremen

Seit 1995 existierten Überlegungen, einen weiteren Nachbau der Hansekogge anzufertigen, der als maritimes Wahrzeichen Bremens dienen sollte. Die ersten Planungen tätigte die Handwerks- und Ausbildungscooperative Bremen e. V., die auch die Finanzierung organisierte. Geldgeber waren der Bremer Senat, die Europäische Union sowie die Bundesagentur für Arbeit. Zwischen Juli 1996 und Mai 2000 entstand im Rahmen einer Beschäftigungs- und Fortbildungsinitiative im Dock der Bremer Bootsbau Vegesack (BBV) auf dem Gelände des ehemaligen Bremer Vulkan die Roland von Bremen, die zur Eröffnung der Expo 2000 an der Schlachte in Bremen anlegen konnte.
Die Roland von Bremen weist bei einer Länge von 23,98 Metern eine Breite von 7,18 Metern auf. Sie besitzt eine Verdrängung von 120 Tonnen und einen Tiefgang von 1,85 Metern. Die Fläche des Stammsegels beträgt 90 Quadratmeter. Zudem existieren noch drei Bonnets, die jeweils 30 Quadratmeter messen. Als Hauptantrieb diente eine MAN D2866 LXE40 mit einer Leistung von 279 Kilowatt, die zwei Pumpjets von Schottel antrieb, ähnlich wie bei der Hansekogge.
Der Mast des Schiffes sowie der Vordersteven waren hydraulisch klappbar, damit die Kogge auch Flussbrücken unterqueren konnte. Das Schiff war für maximal 80 Personen ausgelegt, vier nautische Besatzungsmitglieder waren mindestens erforderlich.
Im Mai 2003 formierte sich der Verein Roland von Bremen e. V. mit dem Ziel, die Kogge zu pflegen und dafür zu sorgen, dass sie ausgedehnte Fahrten unternimmt und nicht nur ruhend am Ankerplatz liegt.
2005 wurde an Bord der Roland von Bremen die Bewerbung Bremens zur Vorausscheidung um die Europäische Kulturhauptstadt 2010 nach Berlin gebracht.
Das Schiff war im Besitz der Hal över Reederei, die mit ihm gelegentlich Fahrten von unterschiedlicher Länge, unter anderem nach Rostock und Cuxhaven unternahm.

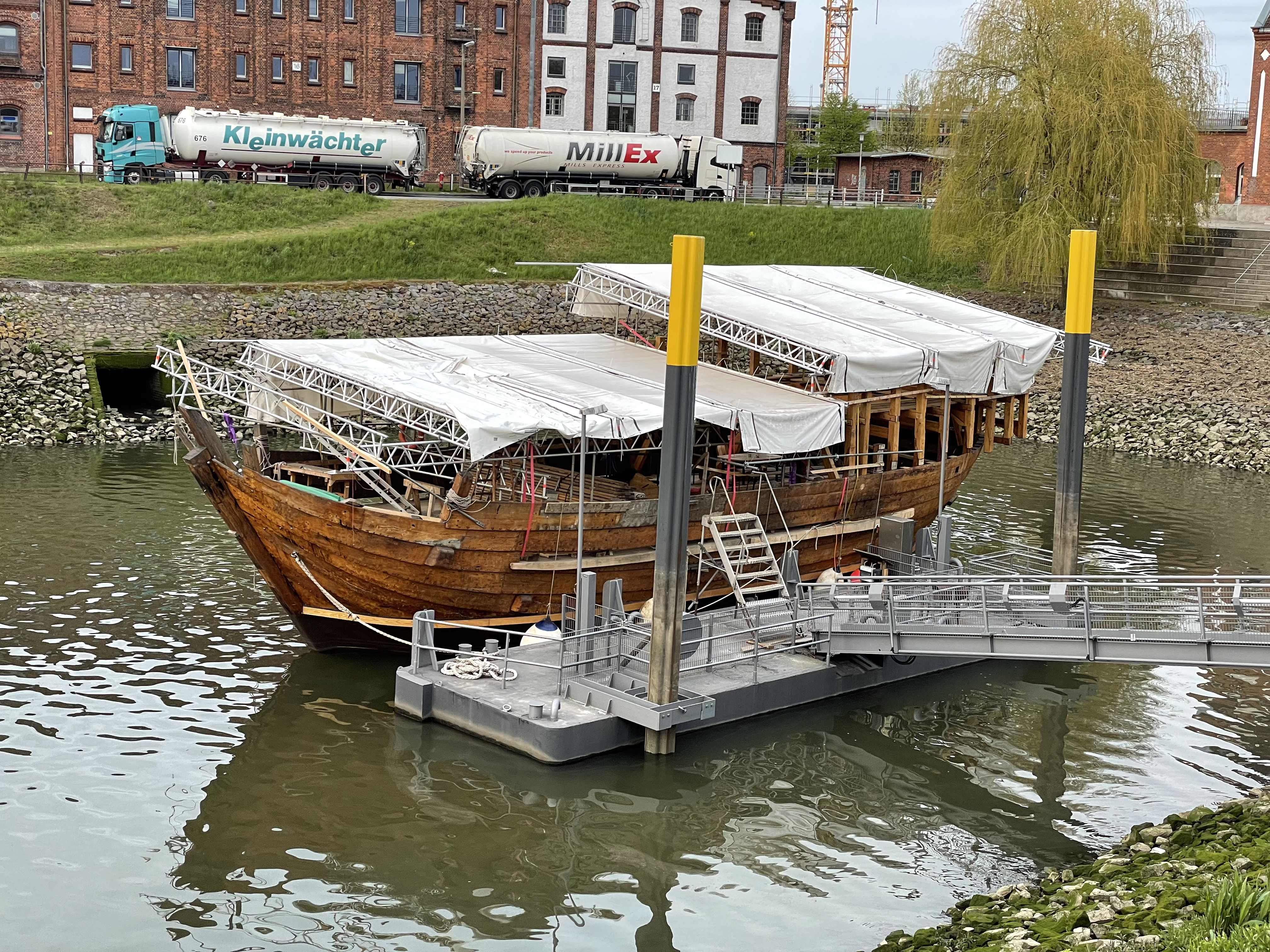
Die sanierte Roland von Bremen im Mai 2021 im Holz- und Fabrikenhafen

In den frühen Morgenstunden des 28. Januar 2014 sank die Roland von Bremen an ihrem Liegeplatz an der Schlachte wegen eines defekten Seeventils. Sie wurde am folgenden Tag wieder gehoben und aufgrund ihres schlechten Zustandes für einen Euro an einen gemeinnützigen Verein verkauft, welcher nun versucht, das Schiff unter Verzicht auf Motor und Zulassung wenigstens wieder schwimmfähig zu bekommen. Die Sanierung wurde im März 2021 abgeschlossen und das Schiff zunächst im Hohentorshafen wieder zu Wasser gelassen.